# Duitse Nationale Volkspartij

De vlag van het Duitse Keizerrijk werd gebruikt als partijvlag van de DNVP

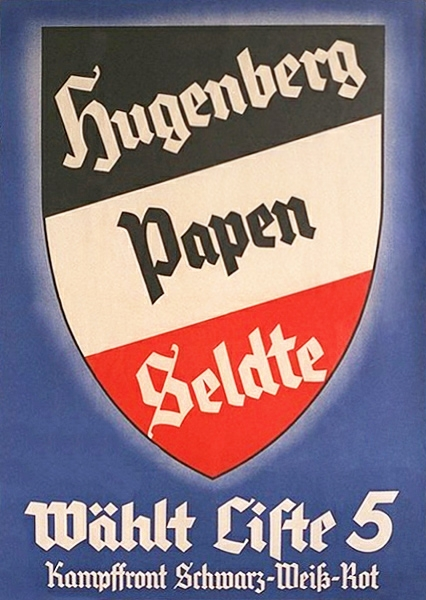
Verkiezingsposter van het Kampffront Schwarz-Weiß-Rot (DNVP) uit 1933

De Duitse Nationale Volkspartij (Duits: Deutschnationale Volkspartei), was een conservatief-nationalistische en monarchistische partij tijdens de Weimarrepubliek.

## Geschiedenis
De Duitse Nationale Volkspartij ontstond in november 1918 na de fusie van de Duitse Conservatieve Partij (Deutschkonservative Partei), de Rijks- en Vrije Conservatieve Partij (Reichs- und Freikonservative Partei), de Vaderlandspartij (Vaterlandpartei), enkele kleinere conservatieve partijen, enkele antisemitische partijen en de uiterst rechtse vleugel van de Nationaal-Liberale Partij (Nationalliberale Partei) (Rudolf Hartmann (DVP)). Veel conservatieve edelen (Felix Friedrich Graf von Merveldt, Otto Fürst von Bismarck), (Oost-Elbische) grootgrondbezitters (Elard von Oldenburg-Januschau, Hans Joachim von Rohr), voormalige keizerlijke beambten (Wolfgang Kapp, Oskar Hergt, Carl Friedrich Goerdeler), diplomaten (Ulrich von Hassell), hoge legerofficieren (generaal Walther Freiherr von Lüttwitz, admiraal Alfred von Tirpitz, kapitein Hermann Ehrhardt), grootindustriëlen (Alfred Hugenberg) en nationalisten sloten zich bij de DNVP aan. Waren de conservatieve partijen ten tijde van het Duitse Keizerrijk vooral Protestants en gekant tegen het Rooms-Katholicisme, de DNVP richtte zich ook op conservatieve rooms-katholieken die de katholieke Centrumpartij (Zentrumspartei) te liberaal en republikeins vonden (Georg Dertinger). Voor deze katholieken was een speciaal Katholiken Ausschuss. Hoewel de partij niet als bijzonder vrouwvriendelijk bekendstond, bekleedden de bekende feministe Käthe Schirmacher en de theologe Magdalene von Tiling hoge posten binnen de partij.
De DNVP was uiterst behoudend, streefde een nationaal-conservatieve samenleving na, was voorts voorstander van het herstel van de monarchie, nationalistisch, rechts-liberaal en fel gekant tegen de Weimarrepubliek. In het partijprogramma werd het antisemitisme niet gepropageerd, toch waren velen antisemieten lid van de partij. In 1922 scheidde een aantal antisemieten zich van de DNVP af en richtte de Duitse Volkse Vrijheidspartij (Deutschvölkische Freiheitspartei) op.
Eerste voorzitter van de DNVP was Oskar Hergt (1869-1967), vroeger minister van Financiën van Pruisen.
Bij de Rijksdagverkiezingen van 6 juni 1920 behaalde de DNVP 15,1% van de stemmen, goed voor 71 zetels in de Rijksdag (Reichstag). Bij de Rijksdagverkiezingen van mei 1924 verkreeg de DNVP 95 zetels. Het grootste succes boekte de DNVP bij de Rijksdagverkiezingen van 7 december 1924 toen ze 103 zetels verkreeg. De DNVP stond op dat moment onder leiding van de conservatieve Kuno Graf von Westarp. Na de Rijksdagverkiezingen van december 1924 traden drie DNVP'ers toe tot het conservatieve kabinet-Luther I. In oktober van het daaropvolgende jaar werden de DNVP-ministers echter alweer uit de regering teruggetrokken.
Bij de Duitse Rijksdagverkiezingen 1928 verloor de DNVP veel stemmen aan de Nationaalsocialistische Duitse Arbeiderspartij, die haar intree hield in de Rijksdag. Omdat de DNVP maar 14,3% van de stemmen behaalde, en 73 zetels verkreeg in de Rijksdag, moest de als gematigd bekendstaande von Westarp het veld ruimen. Kort hierop scheidden von Westarp en enkele gematigden zich van de DNVP af en stichtten de Conservatieve Volkspartij (Konservative Volkspartei) Zijn opvolger werd de uiterst rechtse Alfred Hugenberg, een mediatycoon en president-commissaris van Friedrich Krupp AG. Hugenberg was openlijk antirepublikeins en streefde samenwerking met de Duitse Volkspartij (Deutsche Volkspartei) en de Nationaalsocialistische Duitse Arbeiderspartij (NSDAP, Nationalsozialistische Deutsche Arbeiterspartei) na. De DNVP trad in 1930 toe tot het conservatieve kabinet-Brüning I en steunde het financiële beleid van Brüning.
Ook bij de Rijksdagverkiezingen van september 1930 verloor de DNVP flink en viel terug op 41 zetels. De partij was, ondanks Hugenbergs populistische en völkische (dat wil zeggen antisemitische) koers, opnieuw veel stemmen verloren aan de NSDAP van Hitler. Veel rechtse kiezers uit de arbeiders- en middenklasse verkozen de NSDAP boven de aristocratische DNVP. In 1931 vormde de DNVP een coalitie met de NSDAP, Harzburger Front genaamd. Binnen het Harzburger Front traden al snel spanningen aan het licht en de coalitie viel dan ook snel uiteen. Bij de Rijksdagverkiezingen van juli 1932 verkreeg de DNVP 37 zetels, bij de Rijksdagverkiezingen van november 1932 boekte de DNVP een kleine winst en kwam op 52 zetels. In 1932 steunde de DNVP het kabinet-Papen. Drie DNVP'ers hadden in dit – voor de rest partijloze – "kabinet van baronnen" zitting. Ook in het daaropvolgende kabinet-Schleicher (3 december 1932 – 30 januari 1933) zaten DNVP-ministers, waaronder de invloedrijke Franz Gürtner, die minister van Justitie werd.

### Coalitie met de NSDAP
Op 30 januari 1933 werd Adolf Hitler rijkskanselier van een coalitiekabinet bestaande uit de NSDAP, de DNVP en enkele partijloze ministers. Hugenberg dacht dat hij met Von Papen samen Hitler wel kon intomen. Zelf werd hij minister van Economische Zaken en Gürtner bleef minister van Justitie. Bij de laatste Rijksdagverkiezingen van 5 maart 1933 behield de DNVP (nu onder de naam Kampffront Schwarz-Weiß-Rot) haar 52 zetels in de Rijksdag. Hugenberg, die aanvankelijk dacht een belangrijke rol te spelen in de nieuwe Duitse regering, werd op 27 juni 1933 door Hitler gedwongen om zich uit de regering terug te trekken. Op dezelfde dag werd de DNVP, die laatstelijk onder de naam Duits Nationaal Front (Deutschnational Front) opereerde, verboden. Alle DNVP-rijksdagleden sloten zich hierop aan bij de NSDAP-rijksdagfractie. Gürtner bleef tot zijn dood op 29 januari 1941 als (partijloos) minister lid van het kabinet-Hitler. Hij bezat geen werkelijke macht: het justitieapparaat viel reeds in 1934 onder de macht van de SS en de Gestapo.
Enkele DNVP'ers namen deel aan het verzet, de bekendste was Carl Friedrich Goerdeler (1884-1945), die bij het eventueel slagen van de aanslag van 20 juli 1944 op Hitler de beoogde rijkskanselier zou zijn.

### Naoorlogse pogingen de DNVP opnieuw op te richten
In de herfst van 1945 werden er in de Britse bezettingszone in Duitsland door oud-DNVP'ers pogingen ondernomen de DNVP, onder een nieuwe naam, opnieuw op te richten. Uiteindelijk werd eind 1945 de Duitse Conservatieve Partij (Deutsche Konservative Partei) opgericht. In 1946 fuseerde deze partij met de Duitse Opbouwpartij (Deutsche Aufbaupartei) tot de Duitse Rechtspartij – Conservatieve Vereniging (Deutsche Rechtspartei – Konservative Verein) vanaf 1948 Duitse Conservatieve Partij – Duitse Rechtspartij (Deutsche Konservative Partei – Deutsche Rechtspartei). De partij publiceerde het zogenaamde "Conservatieve Manifest" ("Konservatives Manifest" of "Manifest der Rechten"). Dit programma was gematigder dan dat van de vooroorlogse DNVP. De partij kantte zich tegen antisemitisme en extreem nationalisme en was voorstander van het herstel van de monarchie en de oprichting van een parlementaire staat geïntegreerd in een verenigd Europa van volkeren. Bij de eerste Bondsdagverkiezingen van 1949 won de DKP-DRP maar vijf zetels. Kort hierop, in 1950, viel de DKP-DRP uiteen.

## Voorzitters van de DNVP
| Persoon                   | Periode   |
| ------------------------- | --------- |
| Oskar Hergt               | 1918-1924 |
| Johann Friedrich Winckler | 1924-1926 |
| Kuno Graf von Westarp     | 1926-1928 |
| Alfred Hugenberg          | 1928-1933 |

## Verkiezingsuitslagen 1919-1933
| Datum             | Zetels | %     |
| ----------------- | ------ | ----- |
| 19 januari 1919   | 44     | 10,3% |
| 6 juni 1920       | 71     | 15,1% |
| 4 mei 1924        | 95     | 19,5% |
| 7 december 1924   | 103    | 20,5% |
| 20 mei 1928       | 73     | 14,3% |
| 14 september 1930 | 41     | 7,0%  |
| 31 juli 1932      | 37     | 5,9%  |
| 6 november 1932   | 52     | 8,7%  |
| 5 maart 1933      | 52     | 8,0%  |